# In the Wake of Determination
In the Wake of Determination é o segundo álbum de estúdio da banda Story of the Year, lançado em 2005.

## Faixas
1. "We Don't Care Anymore" - 3:31
2. "Take Me Back" - 4:07
3. "Our Time Is Now" - 4:08
4. "Taste the Poison" - 3:44
5. "Stereo" - 3:31
6. "Five Against the World" - 3:13
7. "Sleep" - 4:13
8. "Meathead" - 2:25
9. "March of the Dead" - 3:49
10. "Pay Your Enemy" - 3:09
11. "Wake Up the Voiceless" - 4:18
12. "'Is This My Fate,' He Asked Them" - 5:15